# Maciu Dunadamu
Maciu Dunadamu (14 de junio de 1986) es un futbolista fiyiano que juega como delantero.

## Carrera
Debutó en 2006 en el Labasa FC, y sus buenas actuaciones hicieron que, en 2011, el Hekari United de Papúa Nueva Guinea lo fichara. En 2013 regresó a Fiyi para firmar con el Ba FC. En 2014 pasó al Labasa FC y en 2015 al Suva FC.

### Clubes
| Club                        | País               | Año         |
| --------------------------- | ------------------ | ----------- |
| Lautoka FC                  | Fiyi               | 2006 - 2011 |
| Hekari United Football Club | Papúa Nueva Guinea | 2011 - 2013 |
| Ba Football Association     | Fiyi               | 2013 - 2014 |
| Labasa FC                   | Fiyi               | 2014 - 2015 |
| Suva Football Club          | Fiyi               | 2015        |

### Selección nacional
Con Fiyi ganó la medalla de plata en los Juegos del Pacífico Sur 2007, además de disputar la Copa de las Naciones de la OFC 2012.